# Reza Pahlavi
Reza Pahlavi (født 31. oktober 1960) er den ældste søn af Irans sidste shah, Mohammad Reza Pahlavi, der døde af kræft i Cairo i 1980, og leder af dynastiet Pahlavi. Reza Pahlavi har levet i eksil siden 1979, hvor Pahlavi-familien forlod Iran på grund af den uro, der herskede under den islamiske revolution ansporet af Ruhollah Khomeini. Han bor i USA i Potomac i staten Maryland.

## Historie
Reza Pahlavi blev født i Teheran i 1960 som søn af shahen af Iran, Mohammad Reza Pahlavi, og shahbanu Farah Pahlavi. Han er den ældste af fem søskende: prinsesse Farahnaz Pahlavi (d. 12. marts 1963), prins Ali-Reza Pahlavi (d. 28. april 1966 – d. 4. januar 2011), prinsesse Leila Pahlavi (d. 27. marts 1970 – d. 10. juni 2001). Han har en halvsøster, prinsesse Shahnaz Pahlavi (d. 27. oktober 1940), ældste datter af shahen og hans første hustru, prinsesse Fawzia af Egypten.
I 1978 rejste Reza Pahlavi til USA for 17 år gammel at begynde jagerpilotuddannelsen på Reese Air Force Base i Texas. Efter at Iran-Irak krigen brød ud i 1980, skrev han til den iranske militærs øverstkommanderende og tilbød at tjene sit land som jagerpilot, men tilbuddet blev afvist af præstestyret i Iran.
Pahlavi har en bachelorgrad i statsvidenskab fra University of Southern California (USC) og har udgivet flere bøger og flere artikler om forholdene i Iran.

## Familie
Reza Pahlavi blev gift med Yasmine Etemad-Amini d. 2. juni 1986, og de har tre døtre: Noor Pahlavi, Iman Pahlavi og Farah Pahlavi.
Yasmine har praktiseret som advokat i 10 år og har en doktorgrad i jurisprudens (retsvidenskab) fra The George Washington University School of Law og har oprettet en non-profit fond, the Foundation for the Children of Iran (FCI), til medicinsk behandling af iranske børn og børn af iransk oprindelse.